# Pteronarcys biloba
Pteronarcys biloba är en bäcksländeart som beskrevs av Newman 1838. Pteronarcys biloba ingår i släktet Pteronarcys och familjen Pteronarcyidae. Inga underarter finns listade i Catalogue of Life.